# Links of London
Links of London是创建于1990年的英国现代珠宝商，主要设计和生产纯银和18K金珠宝、手表和礼品。Links of London总部设于英国伦敦，至今已在英国、中国、美国、日本等9个国家拥有84家专卖店以及211家零售专柜。Links of London于2006年7月加入Folli Follie集团。

## 店铺分布
Links of London在世界多个地点均设有分店，包括伦敦、纽约、巴黎及香港。在中国地区，Links of London在上海、香港和澳门共开设了11家专卖店。

## 部分产品
- 20/20系列
- Allegra系列
- Effervescence系列
- Friendship手链

## 外部連結
- Links of London官方網頁
- Links of London的Facebook專頁
- Links of London的X（前Twitter）
- YouTube上的Links of London頻道
- Links of London的Instagram帳戶